# 德里邁利夫卡
51°15′38″N 31°50′33″E / 51.26056°N 31.84250°E

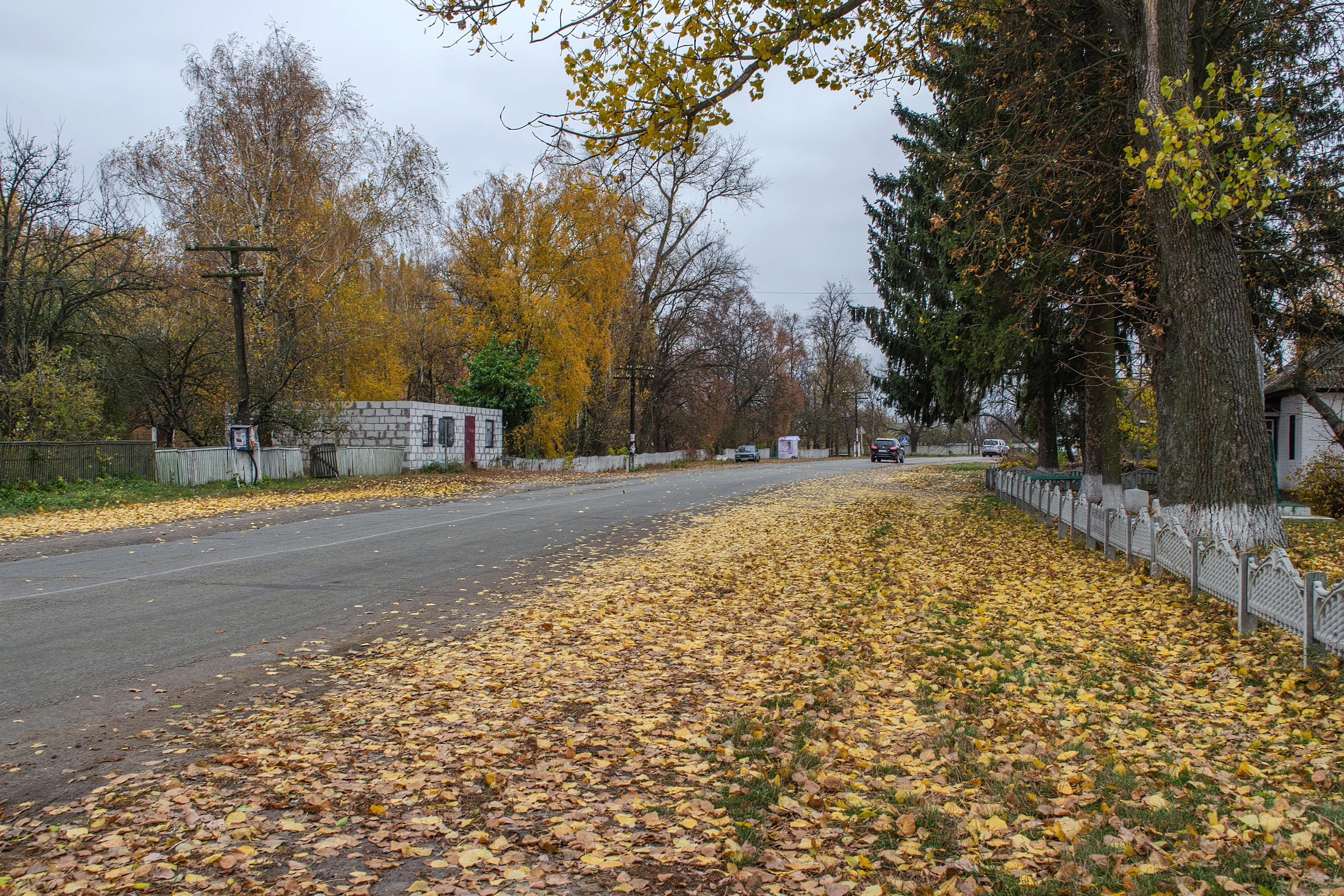

德里邁利夫卡（烏克蘭語：Дрімайлівка），是烏克蘭北部的村莊，隸屬切爾尼希夫州的切爾尼希夫區。該村始建於1762年，面積3.57平方公里，海拔高度121米，人口590，人口密度每平方公里238.5人。